# Austrumi
Austrumi è una distribuzione Linux Live, basata su Slackware, che ha origine in Lettonia. Ha dimensioni ridotte e può essere usata attraverso una memoria stick USB o tramite CD-ROM.

## Interfacciamento
La scrivania predefinita mostra cinque icone relative al file manager (Emelfm), al terminale, ai quattro desktop, al pulsante per ottenere una screenshot e al pulsante per terminare un programma in esecuzione.
La barra principale è nascosta nella parte bassa dello schermo.
Cliccando con il pulsante sinistro del mouse in una qualsiasi area sgombra dello schermo si può far comparire un menu contestuale con varie opzioni.

## Caratteristiche
I tempi di avvio della distribuzione variano a seconda delle prestazioni del computer su cui la si vuole utilizzare. Austrumi è una distribuzione GNU/Linux che vuole essere leggera e usabile senza installazione, per questo motivo può essere sfruttata anche su computer con solo 128 MB di RAM in dotazione. Le lingue disponibili sono quella inglese e la lingua lettone, quest'ultima predefinita. Oltre all'uso del sistema in versione live, è anche possibile installare Austrumi su HD attraverso un installer semigrafico.